# Capital Hotel
The Capital Hotel es un hotel histórico en 111 West Markham Street en Little Rock, Arkansas. Es un edificio de ladrillo de cuatro pisos con una fachada frontal victoriana elaboradamente decorada. Sus ventanales a nivel del suelo están articulados por pilastras corintias, y las ventanas altas del segundo y tercer piso están colocadas en aberturas de arco de medio punto con pilastras jónicas en el medio. Las ventanas del cuarto piso están colocadas en aberturas de arco rebajado con pilastras corintias más pequeñas. El hotel fue, cuando se inauguró en 1876, el más grande de la ciudad, y el edificio sigue siendo un punto de referencia local.
El edificio fue incluido en el Registro Nacional de Lugares Históricos en 1974. 